# Guardians of the Galaxy
Guardians of the Galaxy (lit. ‘Guardians de la galàxia’) és una pel·lícula realitzada per Marvel Studios i és la desena pel·lícula de l'univers cinematogràfic de Marvel. Es basa en els còmics de Guardians de la Galàxia, l'equip actual de 2008 conformat per Star-Lord, Gamora, Rocket Raccoon, Groot i Drax El Destructor.

## Argument
A la Terra, el 1988, el jove Peter Jason Quill visita la seva mare a l'hospital. Aquesta té un càncer en fase terminal. Dona un regal a Peter i a continuació mor.
Vint-sis anys més tard, Peter arriba a un planeta abandonat de nom Morag. S'ha convertit en Star-Lord, un fora de la llei que treballa amb els Ravagers, una banda de mercenaris. Roba una esfera i s'escapoleix després d'un curt duel contra Korath, que treballa per a un Kree anomenat Ronan. Però el cap dels Ravagers, Yondu Udonta, descobreix el seu furt i ofereix una recompensa per a la seva captura. Ronan ha promès a Thanos el Titan boig, un dels éssers més poderosos de la galàxia, portar-li l'esfera, a canvi de què Thanos redueixi a pols el planeta Xandar (la capital de l'imperi Nova). En efecte, després de mil anys de guerra entre l'imperi Nova i l'imperi Kree que ha acabat en la signatura d'un tractat de pau, Ronan vol destruir Xandar per venjar el poble Kree. Envia l'assassina Gamora per recuperar l'esfera.

## Repartiment
- Chris Pratt com a Peter Quill/Star-Lord:[2] El líder meitat humà, meitat alien[3] dels Guardians que va ser segrestat a Missouri quan era un nen a mitjans dels 80 i criat per un grup de lladres i bandits anomenats els Ravagers.[4] Pratt va signar un multi-contracte amb Marvel. En descriure al seu personatge, Pratt va dir: "Va tenir temps difícils de nen, i ara va per l'espai, sortint amb noies sexys extraterrestres i simplement sent un canalla i una mica cretí, i gràcies a aquest grup de tipus, troba un propòsit més elevat per a ell.[5] També va afegir que el personatge és una barreja de Han Solo i Marty McFly.[3]
- Zoe Saldana com a Gamora: Una òrfena extraterrestre que va ser entrenada per Thanos com la seva assassina personal[4][6][7] i busca redimir-se de les seves crims passats. Saldana va dir que ella es convertiria en Gamora a través de maquillatge, en lloc de CGI o captura de moviment.[8] Sobre assumir el paper, Saldana va dir: "Jo només estava emocionada de ser convidada a unir-me a James Gunn i interpretar també algú verd. He estat blava abans [a Avatar]."[9]
- Dave Bautista com a Drax el Destructor: Un guerrer amb set de venjança contra Ronan[6] després que la seva família fos assassinada. "Hi ha un punt en què vaig al set tots els dies i encara no puc creure que vaig obtenir aquesta feina," va dir Batista. "Era una cosa que volia per sobre de tot el que sempre vaig voler en la meva vida. Quan ho vaig aconseguir, em vaig partir en trossos i vaig plorar com un nadó." El maquillatge de Bautista trigava gairebé quatre hores per ser aplicat, però se'l podia treure en només 90 minuts.
- Bradley Cooper com a Rocket Raccoon: Un os rentador modificat genèticament que és un geni caçador, un mercenari i és un mestre de les armes i tàctiques de batalla.[10][11][12][4][13] Gunn va treballar amb ossos rentadors reals per obtenir el sentiment adequat per al personatge, i assegurar-se que no fos "una caricatura", i va dir que "No és Bugs Bunny enmig de Els Venjadors, és una real, petita, i d'alguna manera destrossada bèstia que està sola. No hi ha ningú en aquest univers igual a ell, ha estat creat per aquests nois per ser una rude màquina de baralla."[14] En descriure a Rocket en relació amb la resta dels Guardians, Cooper va dir, "crec que Rocket és dinàmic. És com el Joe Pesci de Goodfellas."[15] Cooper va interpretar a Rocket, mentre que Sean Gunn supervisà al personatge durant el rodatge.[16] Gunn va dir que per al paper de Rocket, alguns moviments físics de Cooper, incloent expressions facials i moviments de mans, es van gravar com a potencials referències per als animadors.[17] Abans de Cooper fos contractat, Gunn va dir que va ser un repte trobar una veu per Rocket, dient que estava buscant algú que pogués combinar "els veloços patrons de parla que Rocket té, però també que fos graciós, perquè és molt graciós. Però que també tingués el cor que Rocket té. Perquè de fet hi ha algunes escenes dramàtiques amb Rocket."[18]
- Vin Diesel com a Groot: Un arbre humanoide[12] qui és el còmplice de Rocket. Diesel va declarar que va proporcionar la veu i la seva captura de moviment per Groot, després d'estar originalment en converses per protagonitzar una pel·lícula de la fase 3 de Marvel.[19][20][21] Sobre el personatge, Gunn va dir, "Tots els Guardians comencen en la pel·lícula com bastards - excepte Groot. És un innocent. És cent per cent mortal i cent per cent valent. La veritat és que es troba embullat en la vida de Rocket." Gunn ha afegit que el disseny i moviment de Groot va prendre "la major part de l'any" ser credo.[22] Gunn ha afegit, que "La manera en què Vin Diesel diu 'sóc Groot,' em sorprèn. De totes aquestes gravacions de 'sóc Groots' que van ser abans assajades no van sonar per gens bé... Vin va arribar i en un dia, va acabar tots aquests 'Sóc Groot', i és un perfeccionista. Em va fer explicar-li que volia transmetre amb [sic] cada 'sóc Groot', i exactament que deia ... va ser sorprenent quan va posar per primera vegada aquesta veu, el molt que canvi i el molt que va influir al personatge."[23] Com que Diesel només tenia un diàleg al llarg de tot la pel·lícula, l'actor va decidir interpretar al personatge en cinc idiomes.[24]

## Crítica
El lloc web de crítiques Rotten Tomatoes va reportar un 92% d'aprovació amb un puntuació de 7.7/10 basat en 215 crítiques. Basades en les lectures d'alguns crítics, "Guardians de la galàxia és tan irreverent com els fans de la freqüent historieta de Marvel poden esperar- un bon graciosa, emocionant, plena de cor, i empacada amb una esplendor visual pel·lícula. El lloc web de crítiques Metacritic, que fa servir una mesura ponderada, li assigno un puntuació de 75 sobre 100 basats en 15 crítiques, indicant "crítiques generalment favorables."
Scott Foundas de Variety va dir "L'inici de la presumptiva franquícia de James Gunn és molt llarga, molt carregada i de vegades molt impacient per complaure, però el descarat to de la historieta van mantenir les coses optimistes - així com la guanyadora interpretació de Chris Pratt", i va lloar la imatge de la pel·lícula creada pel cinematògraf Ben Davis, el dissenyador de producció Charles Wood i el dissenyador de maquillatge i efectes especials David White. Justin Lowe de The Hollywood Reporter també lloar la fotografia de la pel·lícula, i va sentir "Un bon i concordant acoblament que ascendeix al llançament del film de l'origen heroic amb un estil distintiu, abundants emocions i sense escassetat d'humor." Robbie Collins de The Daily Telegraph va dir," Aquest pot ser un nou blockbuster estiuenc familiar, però juga sota regles velles i oblidades; retallant el desordre i creuant-referències de veloços, àgils i divertides caricatures de dissabte".